# Lens-sur-Geer
Pour les articles homonymes, voir Lens.
Lens-sur-Geer (en néerlandais Lens aan de Jeker, en wallon Lin-so-Djer) est une section de la commune belge d'Oreye située en Région wallonne dans la province de Liège.
C'était une commune à part entière avant la fusion des communes du 2 juillet 1964.

## Démographie
- Sources:INS, Rem:1831 jusqu'en 1970=recensements, 1976= nombre d'habitants au 31 décembre